# Slime (đồ chơi)
Slime là một sản phẩm đồ chơi được sản xuất bởi Mattel, được bán trong thùng rác nhựa và được giới thiệu vào tháng 2 năm 1976. Nó bao gồm một chất nhớt không độc hại, mềm ướt (squishy) và rỉ nước (oozy) hoặc màu khác được làm chủ yếu từ guar gum. Các biến thể khác nhau của Slime đã được phát hành trong những năm qua, bao gồm Slime chứa kim tuyến, côn trùng cao su, nhãn cầu, và giun và Masters of the Universe cho bộ đồ chơi Slime Pit của Hordak vào những năm 1980.
Cuối những năm 1970 cũng giới thiệu một board game Slime Monster; Mục tiêu của trò chơi là để tránh việc trò chơi của bạn bị giết bởi một con quái vật bằng nhựa cao bằng chân có chất nhờn chảy ra từ miệng nó. Các công ty đồ chơi khác đã sản xuất chất nhờn của riêng họ như gel chơi Ecto-Plazm được bán với các số liệu được chọn trong dòng đồ chơi The Real Ghostbusters của Kenner. Dòng sản phẩm nhân vật hành động Teenage Mutant Ninja Turtles của Playmates Toys cũng có chất nhờn Retro-Mutagen được bán trong các thùng chứa và kèm theo bộ đồ chơi.

## Thành phần hóa học
Các thành phần chính là polysaccharide guar gum và natri tetraborat. Để thay thế cho polysaccharide, các polyme có chứa nhóm cồn khác (như polyvinyl alcohol) có thể được sử dụng cho kết quả tương tự. Các sản phẩm polymer không polysacarit này thường được gọi là flubber.

## Hạn chế
Mặc dù về cơ bản là vô hại, một nhược điểm là cực kỳ khó lấy ra khỏi vật có bề mặt tiết diện lớn, độ ma sát cao như thảm.